# Arhiducesa Gisela a Austriei
Gisela Louise Marie, Prințesă Imperială și Arhiducesă de Austria (12 iulie 1856 – 27 iulie 1932) a fost a doua fiică și copilul cel mare în viață al împăratului Franz Joseph al Austriei și al împărătesei Elisabeta. Titlul ei german a fost Gisela Louise Marie, Erzherzogin von Österreich, Prinzessin von Bayern.

## Biografie

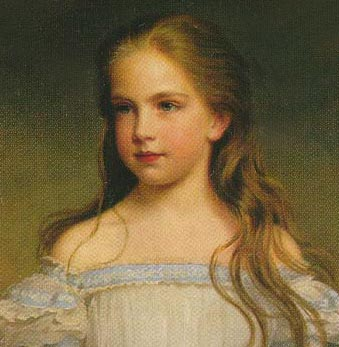
Arhiducesa Gisela de Austria, c. 1860

Deși botezată Gisella (cu dublu L), ea și-a scris numele cu un singur L. A fost numită după o strămoașă habsburgă din secolul al X-lea. Ca și sora ei mai mare și fratele ei mai mic, Gisela a fost crescută de bunica paternă, Prințesa Sofia de Bavaria. A avut o relație foarte strânsă cu fratele ei mai mic, Prințul Rudolf, al cărui suicid a afectat-o foarte puternic.
Tatăl ei a păstrat unele articole personale ale familiei, cum ar fi prima pereche de pantofi purtată de fiecare dintre copiii săi. Printre aceste amintiri a fost și un poem scris pentru el de tânăra Gisela de Crăciun - poemul a fost declarat a fi elementul cel mai prețuit din această colecție. Arhiducesa Gisela a fost, de asemenea, cunoscută pentru picturile sale din ultimii ani.

## Căsătorie și copii
La 20 aprilie 1873 s-a căsătorit cu Prințul Leopold de Bavaria, fiul Prințului Regent Luitpold de Bavaria și al Arhiducesei Augusta de Austria. Cei doi tineri erau verișori de gradul al doilea.
În conformitate cu o scrisoare către mama sa scrisă în 1872, împăratul Franz Josef a vrut o căsătorie între fiica sa și prințul Leopold, deoarece existau atât de puțini prinți catolici disponibili la momentul respectiv și ei îl doreau pe singurul pe care îl puteau da Giselei (pe care o numea "fata noastră dragă") cu încredere. Un an mai târziu ea a născut primul ei copil, Elisabeta Marie, și a avut patru copii în total. A fost bine întâmpinată la München de familia soțului ei și a locuit la palatul Leopold din Schwabing; strada opusă palatului a fost numită  Giselastraße  în onoarea ei în 1873.
Gisela și Leopold au avut patru copii:
- Prințesa Elisabeta Maria de Bavaria (1874–1957), care s-a căsătorit cu Otto Ludwig Philipp Graf von Seefried auf Buttenheim
- Prințesa Auguste Maria de Bavaria (1875–1964), care s-a căsătorit cu Joseph August, Arhiduce de Austria
- Prințul Georg de Bavaria (1880–1943), care s-a căsătorit cu Arhiducesa Isabella de Austria
- Prințul Konrad de Bavaria (1883–1969), care s-a căsătorit cu Prințesa Bona Margherita de Savoia-Genova

## Munca de caritate
Gisela a fost profund implicată într-o varietate de probleme sociale și politice și a fondat organizații de caritate pentru a sprijini oamenii săraci, orbi și surzi, organizații în care ea a avut un rol activ. 
A contribuit cu fonduri pentru construcția primului orfelinat din Timișoara, 40 de suflete erau adăpostite într-o clădire din Fabric, de pe strada Șanțului. Cheltuielile cu hrana și îngrijirea orfanilor erau acoperite din fondul de 20 000 de coroane donate în 1877. Mai târziu, în 1901,  administrația locală a construit o nouă clădire, impozantă și încăpătoare, tot în Fabric, care a adăpostit orfanii până la finalul celui de-al Doilea Război Mondial]. Este clădirea actualei Facultăți de Chimie – Biologie – Geografie a Universității de Vest, denumită și „Orfelinatul Gisela”.
În timpul Primului Război Mondial a făcut un spital militar în palatul ei în timp ce soțul ei a fost un mareșal pe frontul de est. Când a izbucnit Revoluția în 1918, toată familia ei a fugit din oraș, dar Gisela a rămas și a luat parte la alegerile din 1919 pentru Adunarea Națională de la Weimar, unde femeilor de peste 20 de ani li s-a permis să voteze pentru prima dată.
Gisela și soțul ei au sărbătorit nunta de aur în 1923. Soțul ei a murit în 1930 și Gisela i-a supraviețuit numai doi ani; a murit la vârsta de 76 de ani, la München, la 27 iulie 1932 și a fost înmormântată lângă Prințul Leopold.